# Oceans of Time
Oceans of Time è il settimo album della band speed metal/power metal del chitarrista tedesco Axel Rudi Pell. Pubblicato nel 1998, è il primo disco del gruppo a vedere la partecipazione del cantante Johnny Gioeli.

## Tracce
1. "Slaves of the Twilight" (intro)
2. "Pay the Price"
3. "Carousel"
4. "Ashes From the Oath"
5. "Ride the Rainbow"
6. "The Gates of the Seven Seals"
7. "Oceans of Time"
8. "Prelude to the Moon (Opus #3, Menuetto Prelugio)"
9. "Living On the Wildside"
10. "Holy Creatures"

## Formazione
- Johnny Gioeli - voce
- Axel Rudi Pell - chitarra
- Volker Krawczak - basso
- Ferdy Doernberg - tastiera
- Jörg Michael - batteria